# Accidents Will Happen (film)
Pour les articles homonymes, voir Accidents Will Happen.
Pour plus de détails, voir Fiche technique et Distribution.
Accidents Will Happen est un film américain réalisé par William Clemens et sorti en 1938.

## Synopsis
Un agent d'assurance, Eric Gregg, se retrouve lié à un trafic de fraude, et accusé par un gang et par sa femme.

## Fiche technique
- Réalisation : William Clemens
- Scénario : George Bricker, Anthony Coldeway
- Production : Warner Bros.
- Producteur : Hal B. Wallis
- Image : L. William O'Connell
- Montage : Thomas Pratt
- Durée : 62 minutes
- Musique : Howard Jackson
- Art Dir : Charles Novi
- Costumes : Howard Shoup
- Son : Charles Lang
- Date de sortie : 9 avril 1938

## Distribution
- Ronald Reagan : Eric Gregg
- Gloria Blondell : Patricia Carmody
- Dick Purcell : Jim Faber
- Sheila Bromley : Nona Gregg
- Addison Richards : Blair Thurston
- Hugh O'Connell : John Oldham
- Janet Shaw : Mary Tarlton - Gregg's Secretary
- Elliott Sullivan : Burley Thorne
- Anderson Lawler : F.R. Dawson
- Spec O'Donnell : 'Specs' Carter
- Kenneth Harlan : Attorney Elmer Ross
- Don Barclay : Martin Dorsey - Phoney Drunk Driver
- Earl Dwire : Dr Faris

## Contexte
Au moment où le film est sorti, la presse publiait de nombreux articles sur des affaires de fraude à l'assurance. S'il n'a plus la même actualité de nos jours, il reste une prestation notable de Ronald Reagan en tant qu'acteur.